# Misija OESS-a u Hrvatskoj
Misija OESS-a u Hrvatskoj bila je terenska misija Organizacije za europsku sigurnost i suradnju koja je djelovala u Hrvatskoj od srpnja 1996. do prosinca 2007. godine. Misija je postala vodeća međunarodna organizacija u Hrvatskoj nakon odlaska snaga UNTAES-a iz istočne Slavonije, Baranje i zapadnog Srijema.

## Povijest
Misija je trebala trajati do 1999. godine, a sastojala se od 280 međunarodnog osoblja (uključujući 120 policijskih promatrača) i 320 domaćeg osoblja raspoređenih u dvadeset terenskih ureda i tri regionalna koordinacijska centra, kao iu sjedištu u Zagrebu. Prvi mandat koji je usvojilo Stalno vijeće u travnju 1996. ovlastio je Misiju da "pruži pomoć i stručnost hrvatskim vlastima na svim razinama, kao i zainteresiranim pojedincima, skupinama i organizacijama, u području zaštite ljudskih prava i prava pripadnika nacionalnih manjina U tom kontekstu iu cilju promicanja pomirbe, vladavine prava i usklađenosti s najvišim međunarodno priznatim standardima, Misija će također pomoći i savjetovati o potpunoj provedbi zakonodavstva i nadzirati pravilno funkcioniranje i razvoj demokratskih institucija, procesa i mehanizama”. Dana 14. srpnja 1997. Rezolucija 1120 Vijeća sigurnosti UN-a pozvala je Vladu Republike Hrvatske na punu suradnju s misijom OESS-a u povratku svih izbjeglica i prognanika, zaštiti njihovih prava i zaštiti pripadnika nacionalnih manjina. Godišnji proračun Misije u 2000. godini iznosio je 21.086.900 eura.
Duž sjedišta u Zagrebu misija je djelovala iz tri koordinacijska centra u Vukovaru, Sisku i Kninu te 14 terenskih ureda. Na području bivše istočne Slavonije, Baranje i zapadnog Srijema misija je u razdoblju od 1998. do 2000. djelovala Policijskom promatračkom skupinom, ali ju je zatvorila u rujnu 2000. zbog stabilne sigurnosne situacije u Hrvatskoj, a posebice u Podunavlju.
Dana 21. prosinca 2007. Stalno vijeće OESS-a odlučilo je zatvoriti Misiju OESS-a u Hrvatskoj 31. prosinca 2007. i zadržati samo Ured OESS-a u Zagrebu. Ovaj ured je zatvoren 17. siječnja 2012. Hrvatska je postala punopravna članica NATO- a 2009. godine, a Europske unije 2013. godine.